# Лиляна Пиринчиева
Лиляна Спасова Пиринчиева, с псевдоним Мама Бобра, е българска комунистическа деятелка, троцкистка, концлагеристка от времето след 9 септември 1944 г. Преди това работи като фармацевт в гр. Пловдив.
Лиляна Пиринчиева още преди преврата от 1944 г. има леви убеждения и е близка до кръга от привърженици на Лео Троцки. Д-р Минчо Телбизов, Димитър Гачев, Лиляна Пиринчиева и Петър Стоев създават троцкистки профсъюз на здравните работници. След преврата тъй като новите власти не съумяват да превърнат синдиката в казионен подлагат инициаторите на репресии. Пиринчиева успява да напише протестна статия във вестник „Земеделско знаме“ по повод на ареста на Димитър Гачев и д-р Телбизов, публикувана от Петко Кунев. На 20 ноември 1947 г. за тази си постъпка, без съд и присъда, само в резултат от проведено следствие е въдворена в с. Ножарево, а после в концентрационния лагер в с. Босна.
В лагера Пиринчиева се сближава с анархистките Цветана Джерманова от с. Лесковец, Мария Доганова от гр. Копривщица, Елена Софийска от Варна и други лагеристки. По общо съгласие тя разпределя изпратеното от малките колети, получавани от тях. Групата се нарича „Бобрите“, а тя като най-възрастна по години и по стаж в лагера е „Мама“. Дори без повод, твърде често тя сядала, а другите се сгушвали около нея. Така им излязъл прякорът „Мама Бобра с малките бобърчета“. Двете с Цветана Джерманова са затваряни умишлено, за да се заразят със сифилис от болни лагеристки в инфекциозния изолатор, наричан „Бамбелите“, за пререкание със софийския директор на лагерите. От тази група тя първа е затворена, а е освободена последна след пет години „превъзпитание“, включително в т. нар. „Черна рота“, помещаваща се в бивш кокошарник в този лагер.
През декември 1951 година е преместена заедно с други затворнички на остров Щурчето, част от концлагера „Белене“. Освободена е на 9 август 1953 година.
След промените от 1990 година тя е леко разочарована от троцкизма, но продължава да вярва в човещината. На възраст над осемдесет години пътува няколко пъти седмично през цяла София, в която живее тогава. за да се грижи за още по-възрастна от нея бивша лагеристка. Следва неотклонно принципа си: „Нищо не си дал на хората, ако не си дал самия себе си!“

## Издания
Пиринчиева, Лиляна. По бодлите на идеалите.   Велико Търново, Абагар, 2007. ISBN 978-954-427-761-1.

## Цитати
Лиляна Пиринчиева: Те изхабиха българският народ!
Лиляна Пиринчиева: Концлагерът беше кръг от Ада, много добре изчислен от Сатаната.